# Ivan Merz
Ivan Merz   (Banja Luka, 16 de desembre de 1896 - Zagreb, 10 de maig de 1928) fou un professor croat. El papa Joan Pau II el proclamà beat el 2003 durant la seva visita pastoral a Bòsnia i Hercegovina.

## Biografia
Va néixer el 1896 a Banja Luka, quan aquesta ciutat i tota Bòsnia pertanyien a l'Imperi Austrohongarès. L'any en què es va graduar, el 1914, va veure l'inici de la Primera Guerra Mundial, desencadenada precisament a Bòsnia per l'assassinat de l'arxiduc Francesc Ferran d'Àustria.
No obstant la guerra, va començar els estudis universitaris a Viena el 1915, però va ser ben aviat cridat a l'exèrcit. Quan va retornar, acabada la guerra, la seva Banja Luka natal, va ser testimoni del naixement d'un nou estat, Iugoslàvia. Va reprendre els estudis universitaris, primer a Viena, després a París, i finalment a Zagreb, on el 1923 es graduà en filosofia. Va ensenyar en un gimnàs de Zagreb fins a la seva mort, que va arribar prematurament a només 32 anys, el 1928.

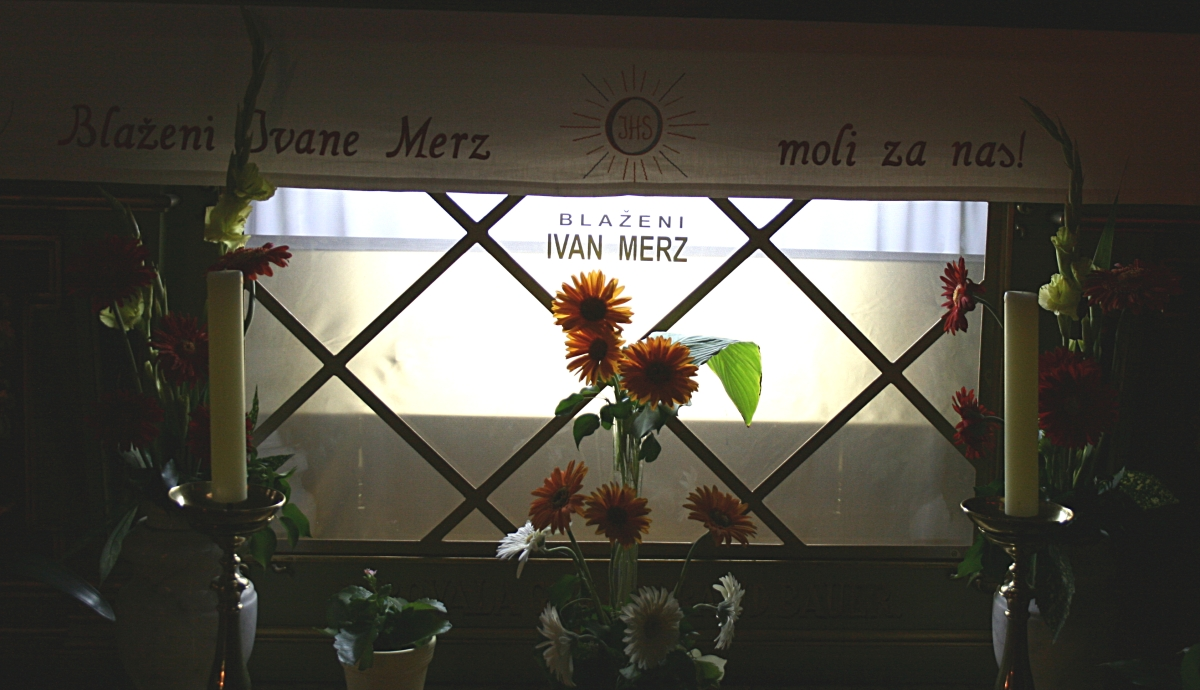
Tomba del beat Ivan Merz a la Basílica del Sagrat Cor a Zagabria

Profundament creient, va ser molt actiu en els moviments catòlics presents a Croàcia. En concret, va fundar un moviment juvenil, la Unió de les Àguiles Croates, inspirat en els principis de l'Acció Catòlica.

## Culte
Després de la seva mort, la veneració va començar immediatament (l'Església catòlica va considerar un miracle ocorregut per la seva intercessió el 1930). La causa de la beatificació va començar oficialment el 1958 i va acabar el 2003.
El cos va ser traslladat el 1977 a la Basílica del Sagrat Cor de Zagreb.